# Женске студије и истраживања
Женске студије и истраживања (ЖСИ) је нестраначко, самостално удружење жена које проучава, истражује, унапређује и побољшава друштвени положај жена.

## Организација
Удружење „Женске студије и истраживања” (ЖСИ) од 1997. године у Новом Саду представљају интердисциплинарни алтернативни високошколски образовни програм који обједињује наставу, истраживање, издаваштво и документацију о женама у јединствен програм за жене (и мушкарце) са циљем побољшања положаја жена из различитих националних заједница у Војводини, са посебним акцентом на групе са мање друштвене моћи.

## Оснивање и рад
Удружење грађана Женске студије и истраживања основано је 1997. године као високошколски образовни програм о женама и за жене, и мушкарце. У периоду од 1997. до 2004. год. делује као алтернативни интердисциплинарни академски програм. Школске 2004/05. год. овај високошколски програм за жене и о женама уврштен је у редовно образовање на Универзитету у Новом Саду у оквиру АЦИМСИ Центра за родне студије, на којем ће се одвијати до 31. јануара 2020. Од 2020. године па до данас Женске студије и истраживања одвијају се у Суботици.
У Женским студијама и истраживањима на двогодишњем програму образовало се око 1000 жена, а 150 жена и 3 мушкарца добили су сертификате. Женске студије и истраживања су биле и остале место сусрета нових идеја, иноваторских акција и остварења. Многе жене које су похађале ове програме данас су у институцијама и организацијама у којима такво знање могу показати.
Женске студије и истраживања су стуб мреже женских организација у Новом Саду, и део су широке мреже женских студија у држави.

## Образовни рад
Двогодишњи програм Женских студија одвија се кроз разноврсне тематске циклусе: жене и медији, феминистичка теологија, теорије рода, феминистички приступ књижевности (гинокритика), језик и род, феминистичка економија, женски покрети, људска права и насиље над женама, женско здравље, лезбејска егзистенција, ненасилна комуникација, жене у политици, женска историја (животне приче).
Програм обухвата четири тематске области које се тичу жена у уметности, знаменитих жена, мировног деловања жена, те родне равноправности у језику, образовању и науци.
Посебна област у оквиру Женских студија на којим се могу стећи знања и споровдити истраживања је Школа Ромологије.

## Истраживачки рад
Резултати свих пројеката штампају се у облику књига.
Пројекти избор:
- Životne priče žena u Vojvodini: Rumunke : (1921-1974). Novi Sad: Udruženje građana Женске студије и истраживања. 2011. ISBN 978-86-7188-129-6.
- Životne priče žena u Vojvodini: Hrvatice, Bunjevke, Šokice : (1919-1955). Novi Sad: Ženske studije i istraživanja. 2007. ISBN 978-86-7188-087-9.
- Feministička teologija : zbornik referata sa Međunarodne konferencije "Feministička teologija: od teorije u praksu", Novi Sad, 6-7. 11. 1998. Novi Sad: Futura publikacije. 2002.

- Znamenite žene Novog Sada. 1. Novi Sad: Futura publikacije. 2001.

## Принципи рада и вредности женских студија и истарживања
- Поштовање људских права

- Родна равноправност

- Употреба родно сензитивног језика

- Развој солидарности и сестринства

- Допринос женској историји и историји за жене

- Партнерство, партиципативност и тимски рад

- Интеркултурни дијалог

- Транспарентност, одговорност и ефикасност у раду

- Одрживи развој

## Подружница у Суботици
Од 2020. године у Суботици делује Подружница ЖСИ у којој је др Маргарета Башарагин реализовала истраживачки програм о знаменитим женама Суботице: Знамените Јеврејке Суботице (2020), Антифашисткиње Суботице: скојевке, партизанке и афежеовке (2021), Соња Licht: животна прича (2021).
- Znamenite Jevrejke Subotice : Sonja Licht : životna priča. Novi Sad: Udruženje Ženske studije i istraživanja. 2021. ISBN 978-86-7188-197-5.

## Оснивачице
- Ана Бу
- Хорак Алиса
- Нада Лер Софронић
- Вероника Митро
- Татјана Перић
- Свенка Савић
- Вијера Суханек
- Гордана Штасни
- Љубица Шугић
- Дубравка Валић Недељковић
- Вера Васић